# Charles-Paulin-Roger Saubert de Larcy

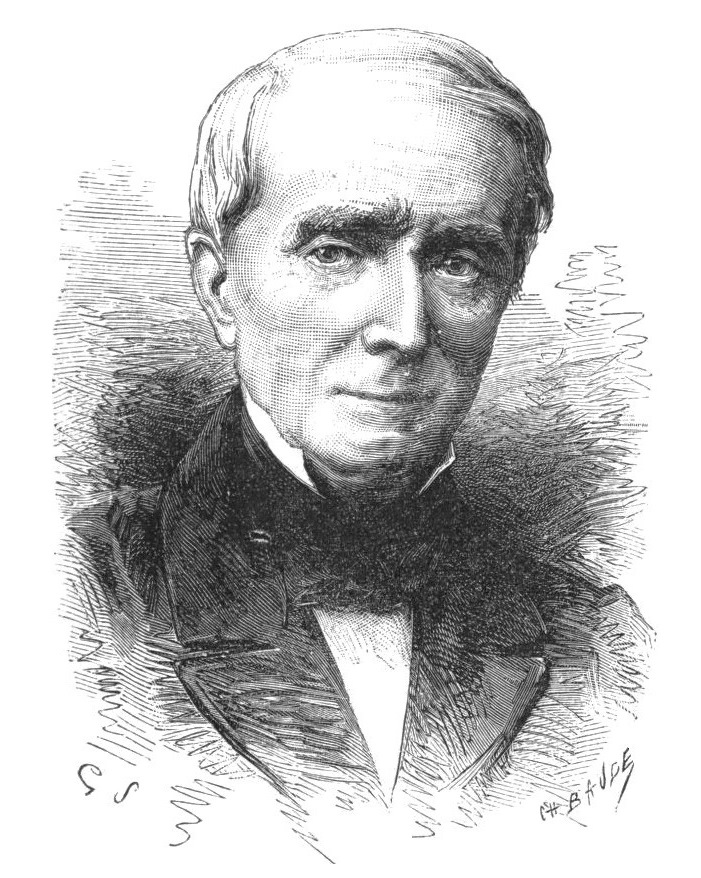
Charles-Paulin-Roger Saubert de Larcy

Baron Charles-Paulin-Roger Saubert de Larcy (* 20. August 1805 in Le Vigan (Gard); † 6. Oktober oder 8. November 1882 in Pierrelatte) war ein französischer Staatsmann. Er gehörte in der Nationalversammlung der rechten, royalistisch gesinnten Parlamentsfraktion an und unterstützte die Erhebung des Grafen von Chambord, Henri d’Artois, Enkels des Königs Karl X., zum französischen Monarchen. Diese Bestrebungen scheiterten aber 1873 endgültig. Larcy amtierte von Februar 1871 bis Dezember 1872 und von November 1873 bis Mai 1874 als Minister für öffentliche Arbeiten. Im Dezember 1877 wurde er Senator auf Lebenszeit.

## Leben

### Frühe Karriere
Charles-Paulin-Roger Saubert de Larcy, Sohn eines Unterpräfekten der Restaurationszeit, studierte nach dem Besuch des Collège Henri IV. in Paris die Rechte, wurde dort 1826 Advokat, 1827 Hilfsmitglied des Obergerichts (Juge auditeur) und 1829 Stellvertreter des königlichen Staatsanwalts in Alais. Nach der Julirevolution von 1830 nahm er seine Entlassung, widmete sich wieder der Advokatur und zeichnete sich in diesem Beruf durch glänzende Beredsamkeit und scharfes Urteil, zumal in politischen Prozessen aus. Seine Broschüre La Révolution de la France (Paris 1831), in der er eindeutig legitimistische Ansichten äußerte, bewog Chateaubriand, ihn zu beglückwünschen.
1833 wurde Larcy Mitglied des Generalrats des Départements Gard, welches Amt er bis 1851 behielt. Am 4. März 1839 wurde er durch die Wähler von Montpellier in die Deputiertenkammer entsandt, in der er nach seiner am 9. Juli 1842 erfolgten Wiederwahl auch für die folgende Legislaturperiode saß. Mit Berryer führte er die legitimistische Partei und auf der äußersten Rechten bekriegte er unaufhörlich das Ministerium Guizot. Im Dezember 1843 war er unter den fünf Deputierten, die zum Grafen von Chambord nach Belgrave Square in London pilgerten, um diesem ihre Anerkennung als Prätendenten auf den französischen Thron zu bekunden. Hierfür bezeichnete Guizot ihn wie seine Kollegen als „gebrandmarkt“. Er reichte deshalb Anfang 1844 seine Entlassung ein, wurde aber am 2. März dieses Jahres sofort wieder in die Kammer gewählt und blieb darin. Er sprach sich 1845 gegen eine Entschädigung des britischen Konsuls von Tahiti, George Pritchard, aus, der von den Franzosen von dieser Insel vertrieben worden war. Am 1. August 1846 scheiterte Larcys Kandidatur, die der Präfekt Roulleaux-Dugage auf Anweisung der Regierung bekämpfte. Als Larcy dann bei Teilwahlen am 24. Februar 1848 in Montpellier im ersten Wahlgang die Stimmenmehrheit erlangt hatte, traf am gleichen Tag die Nachricht von der Beendigung der Herrschaft des „Bürgerkönigs“ Louis-Philippe I. durch die Februarrevolution ein, was zur Ausrufung der Zweiten Republik führte. Daher blieb Larcys Wahl wirkungslos.

### Karriere während der Zweiten Republik und der Herrschaft Napoleons III.
Im politischen Glaubensbekenntnis, das Larcy am 23. April 1848 als Kandidat für die konstituierende Versammlung abgab, nahm er die Etablierung der Republik ruhig an. Seine beständige Opposition hatte ihn sehr populär gemacht, sodass ihn die Départements Hérault und Gard in die Konstituante wählten; er nahm für Gard an, der Vierte von zehn Erwählten. Larcy beteiligte sich eifrig an den Diskussionen der Versammlung, stimmte mit der Rechten und bekundete den glühenden Monarchisten. So votierte er u a. gegen die Verbannung der Angehörigen des Hauses Orléans, für die Strafverfolgung von Louis Blanc und Marc Caussidière, gegen das Recht auf Arbeit, für die neue Verfassung, gegen die Reduktion der Salzsteuer, für den Vorschlag Rateaus (der die Auflösung der Konstituante und Wahl einer neuen gesetzgebenden Versammlung beantragte), gegen eine Generalamnestie, für das Verbot politischer Klubs und für die Kredite für die Expedition nach Rom.
Die gleiche politische Linie verfolgte Larcy, nachdem er am 13. Mai 1849 als Repräsentant des Départements Gard in die Legislative gewählt worden war. Er bekämpfte republikanische Einrichtungen, trat für das mehr katholischen Einfluss in Schulen vorsehende Unterrichtsgesetz von Alfred de Falloux ein und unterstützte alle reaktionären Maßregeln, die von der Majorität vorgeschlagen und angenommen wurden. Unter anderem sprach er sich auch für das die Zahl der Stimmberechtigten um ein Drittel herabsetzende Wahlgesetz vom 31. Mai 1850 aus, suchte es aber zu verbessern, und trat für die Revision der Verfassung ein. Er war aber keineswegs gesonnen, der Privatpolitik des Präsidenten Napoleon III. zu dienen. Nach dem Staatsstreich Napoleons III. vom 2. Dezember 1851 war er denn auch unter den Deputierten, die in der Versammlung des 10. Arrondissements dagegen protestierten, und 1853 zog er sich grollend ins Privatleben zurück.
Am 21. August 1864 trat Larcy im dritten Wahlkreis des Départements Gard als Kandidat der Opposition für die Wahlen in den Gesetzgebenden Körper auf, unterlag aber dem Regierungskandidaten Fabre. Nachdem dieser Generalstaatsanwalt geworden war, bewarb sich Larcy um Fabres freigewordenen Parlamentssitz, verlor aber bei der am 2. April 1868 abgehaltenen Wahl erneut, diesmal gegen Ernest Charles Jean-Baptiste Dumas. Beim Herannahen der Generalwahlen von 1869 beteiligte er sich eifrig am Wahlkampf und eine bei ihm in Alais abgehaltene Privatversammlung erregte viel Aufsehen; er erlitt Verfolgungen, musste Buße zahlen (Oktober und November 1868) und fiel bei den Wahlen 1869 durch.

### Politische Laufbahn während der frühen Dritten Republik
Nach dem Sturz Napoleons III. sandte das Département Gard Larcy am 8. Februar 1871 in die Nationalversammlung und der „Chef der Exekutive“, Adolphe Thiers, ernannte ihn am 19. Februar zum Minister der öffentlichen Arbeiten. Das Kabinett von Thiers tagte während des Aufstands der Pariser Kommune (März–Mai 1871) in Versailles. Larcy versuchte Thiers für die Interessen der monarchistischen Mehrheit der Versammlung zu gewinnen, mit der er für den Frieden mit Deutschland, für die Aufhebung der Verbannungsgesetze usw. votierte. Da er aber fürchtete, seine Ziele nicht verwirklichen zu können, reichte er am 28. August 1871 anlässlich der Debatte des Antrag Rivets, Thiers für drei Jahre zum Präsidenten der Republik zu proklamieren, seine Entlassung ein. Doch Thiers vermochte ihn zum Bleiben zu bewegen. Nach wie vor bekundete er legitimistische Sympathien. Am 7. Dezember 1872 trat er definitiv von seinem Ministerposten zurück, da Thiers sich weigerte, auf die Wünsche der Monarchisten einzugehen.
Larcy wurde nun zum Präsidenten des legitimistischen Klubs der Straße des Réservoirs gewählt und gehörte fortan zu den eifrigsten Klerikalen sowie den entschiedensten Gegnern von Thiers und der republikanischen Staatsform. Er beteiligte sich aktiv an dem am 23. Mai 1873 erfolgten Sturz von Thiers. Nachdem die Versuche zur Wiederherstellung der Monarchie mit dem Grafen von Chambord als neuem Souverän aufgrund von dessen Starrsinn am 27. Oktober gescheitert waren, stimmte Larcy am 19. November mit den Rechten und gemäßigten linken Republikanern für die Verlängerung der Präsidentschaft Mac-Mahons auf sieben Jahre (Septennat). Eine Woche darauf übernahm er am 26. November 1873 im Kabinett des Herzogs von Broglie wieder das Ministerium der öffentlichen Arbeiten an Stelle Alfred Deseillignys. Er trug alle Beschlüsse des Kabinetts bis zu dessen am 21. Mai 1874 erfolgten Sturz mit, woraufhin er mit den Kollegen abtrat.
Im Januar 1875 berief der Präsident der Republik, Mac-Mahon, Larcy wegen der Bildung eines neuen Kabinetts an Stelle jenes von Ernest Courtot de Cissey, doch war kein Ergebnis zu erzielen und Cissey blieb vorläufig an der Macht. Damals kamen zu beschließende Verfassungsgesetze zur definitiven Verhandlung in die Nationalversammlung. Diese wurden mit einigen von einer Mittelgruppe unter Wallon am 30. Januar beantragten Modifikationen am 25. Februar mehrheitlich genehmigt. Larcy hatte sowohl gegen das Amendement Wallons als auch gegen die dreieinhalb Wochen später erfolgte Annahme der Verfassungsgesetze gestimmt; mit Unwillen sah er die Befestigung der Republik als Staatsform Frankreichs. Im Mai endete seine Tätigkeit im Dreißiger-Ausschuss und am 31. Dezember 1875 sein Mandat als Deputierter.
Im Dezember 1875 bei den Senatswahlen durchgefallen, blieb Larcy ohne parlamentarisches Mandat und wurde erst am 4. Dezember 1877 an Stelle des verstorbenen Franclieu unabsetzbarer Senator. In dieser höheren Parlamentskammer gehörte er zu den bedeutendsten Führern der monarchistischen Partei und fiel vor allem durch heftige Störversuche auf.
Larcy schrieb viele Artikel im Correspondant, in der Gazette de France und in anderen Journalen, 1860 erschien der erste Teil eines groß angelegten Werks Des vicissitudes politiques de la France, auch publizierte er 1868 Louis XVI et les États-Généraux. 1882 starb er im Alter von 77 Jahren in Pierrelatte.